# Kerkje "De Rietstap"
Kerkje "De Rietstap" is een klein kerkgebouw in de voormalige buurtschap Het Beggelder bij de Nederlandse plaats Dinxperlo (gemeente Aalten, provincie Gelderland). Het staat bekend als het kleinste kerkje van Nederland.

## Geschiedenis
Het kerkje hoort bij landgoed 'De Rietstap'. Dit was aanvankelijk eigendom van de graven van Culemborg, hetgeen blijkt uit een oorkonde uit 1498. Uit het verpondingregister (een soort grondbelasting) van 1647 blijkt dat de boerderij destijds werd gepacht door Bernd te Rietstap. De familie Te Rietstap kocht de hoeve later van de graven. Toen in 1708 Arentje te Rietstap trouwde met Gerrit Jagerink, kwam het landgoed in het bezit van deze familie.
In 1874 werd het landgoed gekocht door Gerhard Hendrik A.N. te Rietstap uit Den Haag, familie van de Te Rietstaps uit Dinxperlo. Deze eigenaar liet bij zijn dood in 1909 een som van 5500 gulden na aan de St. Petrus- en Paulusparochie van Breedenbroek-Dinxperlo. De rest van zijn bezittingen zou hij hebben overgeërfd aan de Congregatie van de Zusters der Liefde te Tilburg, onder de voorwaarde dat het landgoed zou worden gebruikt als klooster annex ziekenhuis en dat de nonnen een bewaarschool in Dinxperlo zouden moeten stichten. De congregatie zag echter van de erfenis af, vanwege het overwegend protestantse karakter van het dorp. Daarop ging de hoeve over naar een neef van de erflater: de eveneens in Den Haag wonende notaris mr. Theodore Marie Theophille te Rietstap.
Ook aan deze overerving was een voorwaarde verbonden: op het landgoed moest een kapel worden gebouwd met daarin een schilderij dat de kruisiging van Jezus voorstelde. Over de afmetingen van de kapel waren echter geen bepalingen opgenomen in het testament. Zo diende op 28 oktober 1911 de heer J.H. Roerdink namens Theodore te Rietstap een aanvraag in om een vergunning voor de bouw van een rooms-katholieke kapel op het landgoed 'De Rietstap', met een lengte van 6,40 meter, een breedte van 4,50 m en een hoogte van 5,00 m. Afgezien van deze sterk afwijkende afmetingen vertoonde de kapel alle vormen en kenmerken van een kerk, met een naar het westen gerichte toren en een koor naar het oosten. In de vergadering van 17 november 1911 verleende het college van B&W van de toenmalige gemeente Dinxperlo de gevraagde bouwvergunning.
De kerk werd nooit door een priester ingezegend en heeft ook nooit gefunctioneerd als plek voor religieuze samenkomst. Wel diende het als opslagruimte en als stal voor varkens en geiten.
In 1984 moest het kerkje wijken voor de uitbreiding van een naastgelegen bedrijf. In deze tijd werden diverse scenario's voor een nieuwe locatie opgesteld. De keuze viel op een verplaatsing van ca. 50 meter in zuidelijke richting. Het kerkje werd, zo heet het, steen voor steen afgebroken en opnieuw opgebouwd.

## Huidige situatie
Thans is de ligging van het kleinste kerkje, dat op de rijksmonumentenlijst staat en in het Guinness Book of Records is opgenomen, niet meer zo idyllisch: na de verplaatsing in 1984 ontwikkelde zich er een industrieterrein omheen. Het kerkje functioneert als gratis toegankelijke expositieruimte, die plaats biedt aan 12 à 15 personen en alleen op zondagmiddag en in de zomer ook op woensdag geopend is. Elke maand wordt een nieuwe collectie uitgestald. Het betreft werk van kunstenaars uit zowel Dinxperlo als daarbuiten.

## Fotogalerij

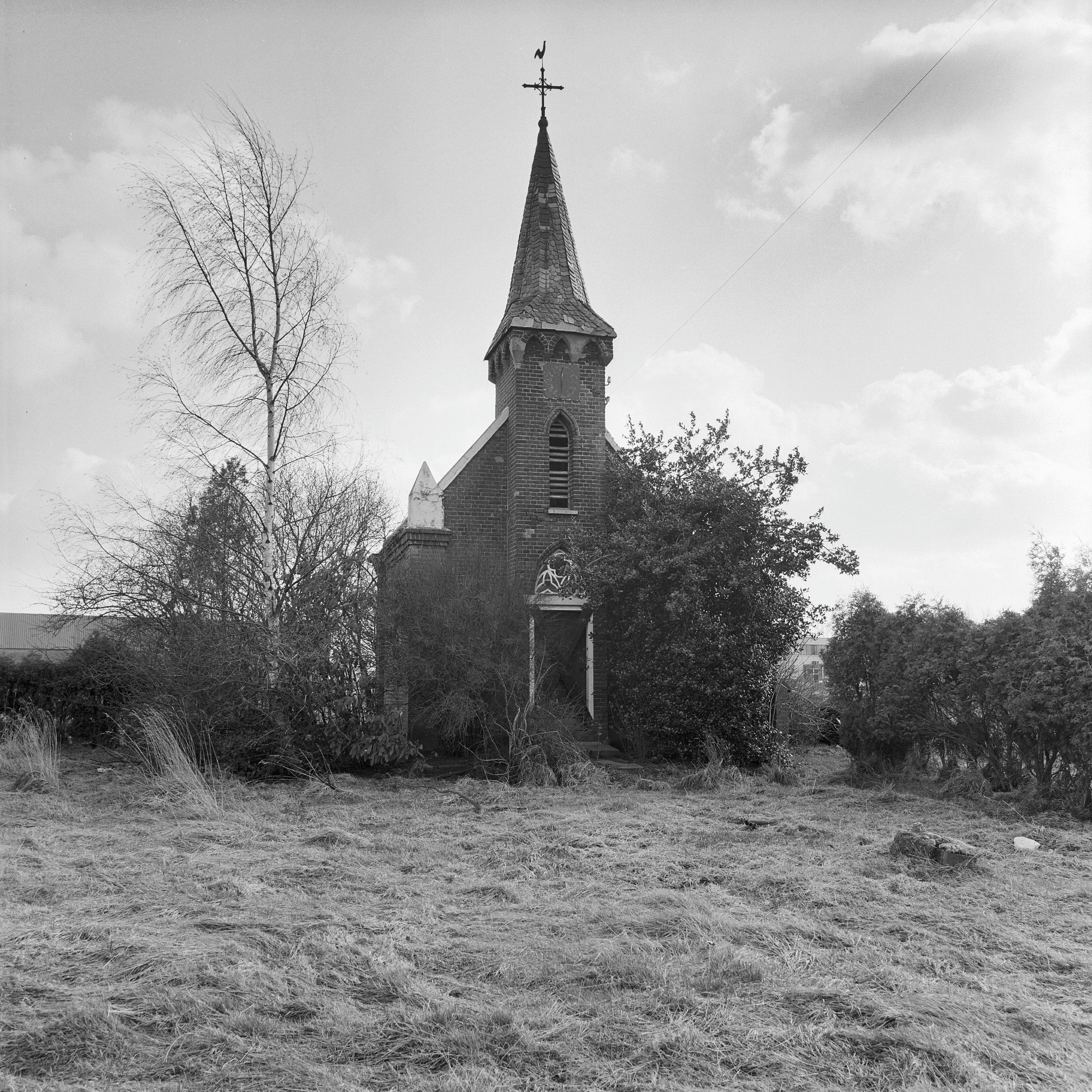
De toestand in 1982
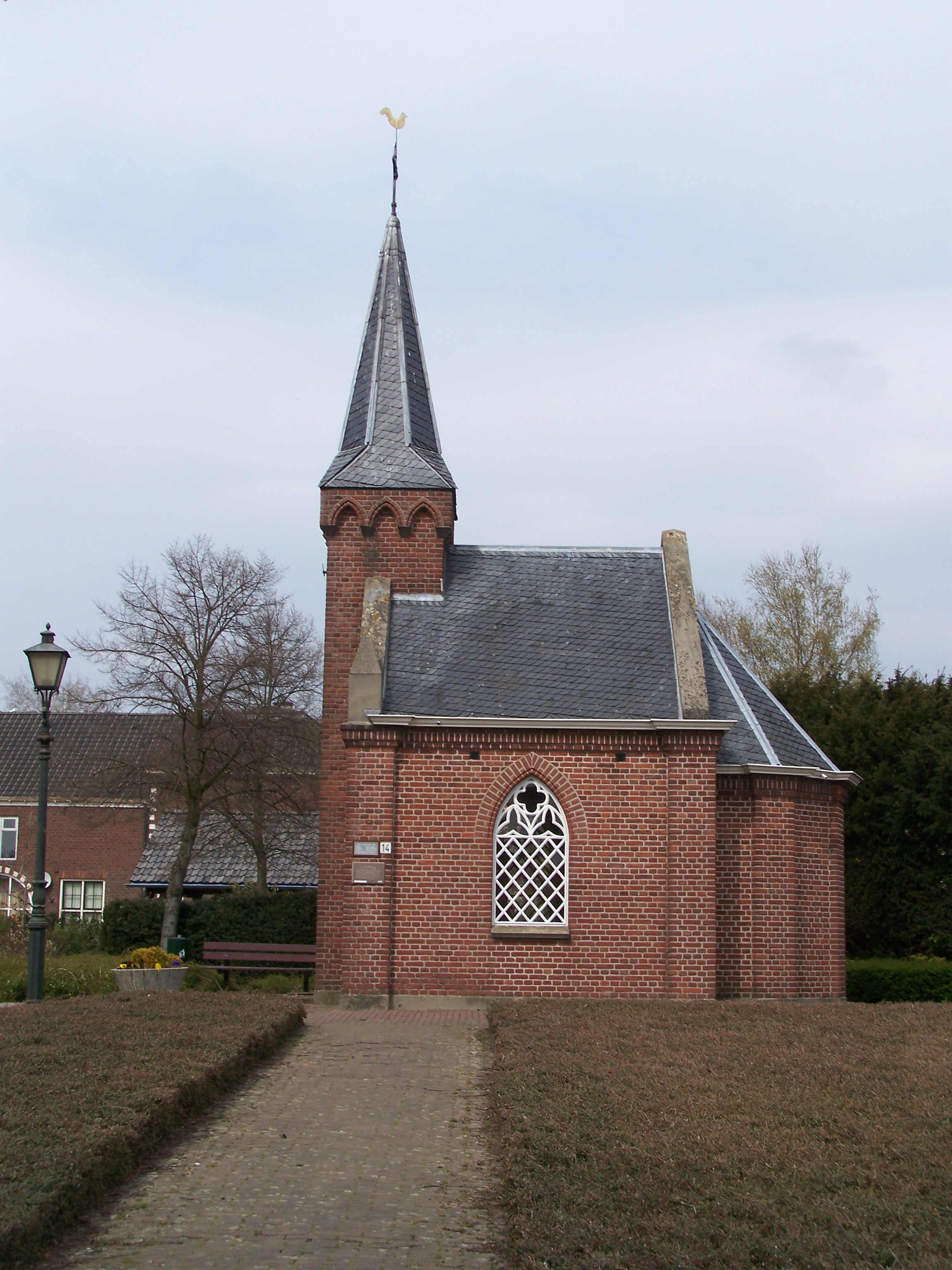
Zijaanzicht; op de achtergrond het landgoed "De Rietstap"
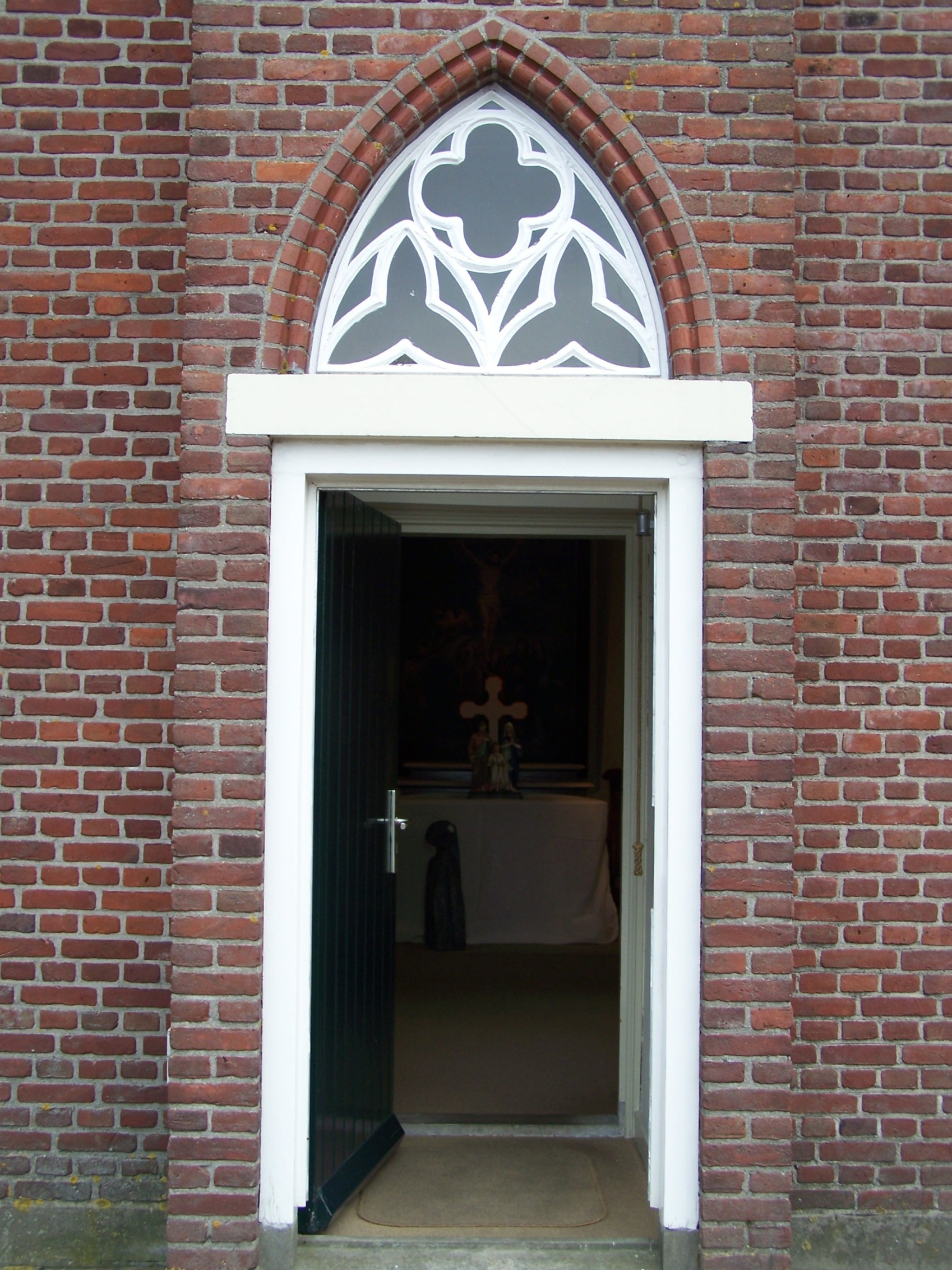
Inkijk
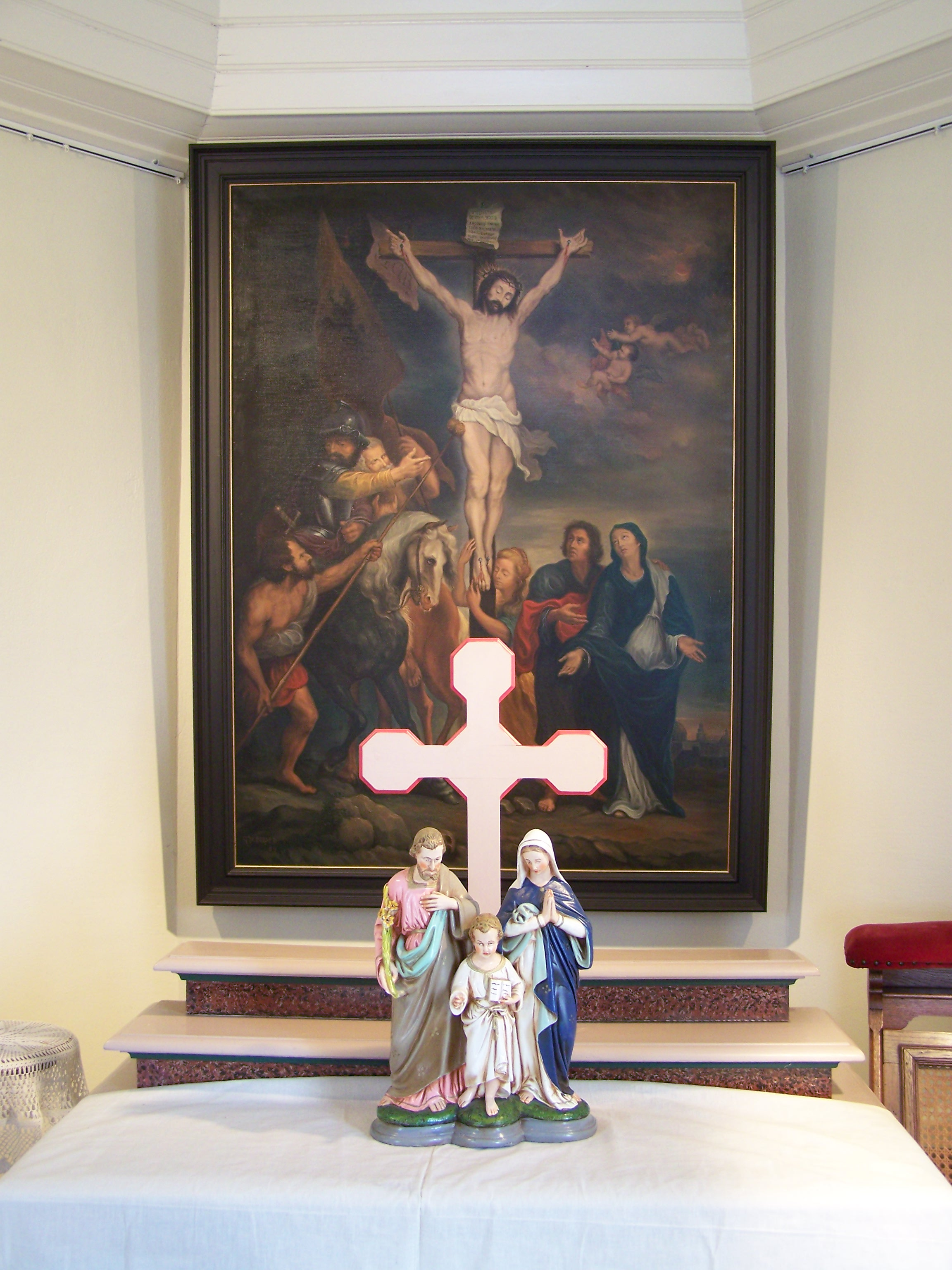
Altaar: tafel en schilderij van kruisiging Jezus